# M'rirt
M'rirt (in arabo مريرت‎?, Mrīrt) è una città del Marocco, nella provincia di Khénifra, nella regione di Béni Mellal-Khénifra, sulla catena montuosa dell'Atlante.
Si trova a circa 30 km dal capoluogo della provincia Khénifra.